# Droit karabaghtsi
 (mars 2025).
Motif : pas trouvé de sources secondaires centrées, en l'état l'article cite uniquement la constitution
- Archive Wikiwix
- Bing
- Cairn
- DuckDuckGo
- E. Universalis
- Gallica
- Google
- G. Books
- G. News
- G. Scholar
- Persée
- Qwant
- (zh) Baidu
- (ru) Yandex
- (wd) trouver des œuvres sur Wikidata

| 1. | Préciser le motif de la pose du bandeau. | Précisez le motif de la pose du bandeau en utilisant la syntaxe suivante : {{admissibilité à vérifier\|date=mars 2025\|motif=remplacez ce texte par le motif}}                         |
| 2. | Informer les utilisateurs concernés.     | Pensez à avertir le créateur de l'article, par exemple, en insérant le code ci-dessous sur sa page de discussion : {{subst:avertissement admissibilité à vérifier\|Droit karabaghtsi}} |

Le droit karabaghtsi est le droit appliqué dans l'État non reconnu internationalement du Haut-Karabagh.

## Sources du droit

### Constitution
La Constitution est la norme suprême du Haut-Karabagh et toutes les normes inférieures doivent la respecter.

### Législation
Le pouvoir législatif est confié à l’Assemblée nationale de la République du Haut-Karabagh.

### Normes internationales
Les traités ratifiés font partie de l'ordre juridique karabaghtsi. Les traités internationaux contraires à la Constitution ne peuvent être ratifiés. Les traités qui contredisent les lois ne peuvent pas être confirmés.

## Sources

## Compléments